# Кулска духовна околия
Кулската духовна околия е околия и ариерейско наместничество с център град Кула е част от Видинската епархия на Българската православна църква.

## Храмове
- „Света Троица“, Бойница
- „Св. Троица“, Грамада
- "Св. Дух", Тополовец
- "Св. Архангел Михаил", Градсковски колиби
- "Св. пророк Илия", Старопатица /2014г./
- „Св. св. Петър и Павел“, Кула
- „Св. апостоли Петър и Павел“, Бориловец
- „Св. апостоли Петър и Павел“, Медешевци
- „Възнесение Господне“, Раброво
- "Св. Възнесение Господне", Извор махала
- "Св. Възнесение Господне", Полетковци /2022г./
- „Св. Николай Чудотворец“, Шишенци
- "Успение Богородично", Киреево
- „Успение на Пресвета Богородица“, Подгоре, построен 2010 г.
- „Рождество на Пресвета Богородица“, Големаново, построен в периода 1883 – 1886 г.
- „Св. св. Кирил и Методий“, Цар-Петрово
- „Св. св. Кирил и Методий“, Цар Шишманово, построен 2011 г.
- „Св. Димитър“, Тошевци, построен през 2010 г.
- „Св. вмчк. Георги“, Раковица

## Манастири
- Албутински манастир, село Раброво, недействащ, 13 век.
- Раковишки манастир „Св. Троица“ – действащ, мъжки, 10 – 11 век.

## Галерия
- Успение на Пресвета Богородица в Подгоре
- Св. св. Кирил и Методий в Цар Шишманово